# Max Marchand
Max Marchand (Amsterdam, 24 de novembre de 1888 - Baarn, 1957), fou un jugador d'escacs neerlandès, actiu localment al centre i nord d'Europa, entre la I Guerra Mundial i els anys 1920.

## Resultats destacats en competició

### Durant la I Guerra Mundial
Durant la I Guerra Mundial, va jugar només als Països Baixos i Dinamarca, països neutrals. El 1915, fou segon a Amsterdam, guanyà a Scheveningen, i fou segon a Rotterdam. El 1916, empatà als llocs 2n-4t, rere Paul Johner, a Copenhague (9è Campionat d'escacs Nòrdic), i guanyà a Amsterdam. El 1917, fou tercer a Scheveningen. El 1918, guanyà a Amsterdam, fou primer a Arnheim, tercer a Hertogenbosch, i empatà als llocs 5è-6è a Scheveningen (el campió fou Rudolf Loman).

### Després de la guerra
Després de la guerra, guanyà el 4t Campionat d'escacs dels Països Baixos a La Haia 1919. Aquell any, fou primer amb Richard Réti a Amsterdam, fou novè a Hastings (el guanyador fou José Raúl Capablanca), empatà als llocs tercer-quart a Scheveningen, guanyà a Amsterdam, i empatà als llocs 2n-3r a Amsterdam. El 1920, empatà als llocs 2n-3r, rere George Alan Thomas, a Bromley, fou 5è a Amsterdam (guanyador: Réti) i quart al Quadrangular d'Amsterdam (guanyador: Max Euwe, fou quart a Göteborg (campió: P.Johner), i fou quart a Scheveningen.